# 光度視差法
光度視差法是天文學中使用資料分析，以恆星的亮度和顏色推斷距離的方法。它被史隆數位巡天用於發現室女座星流 (室女座超星團) 的距離。
不同於恆星視差法，光度視差可用來估計超過10,000秒差距以外的天體距離，但在各別的測量精度上有許多的犧牲和限制。嚴格的說，它實際上未曾利用到任何視差的測量值，而可以認為是用詞失當。
假設恆星位於主序帶上，則可以根據恆星的顏色確定它的絕對星等。一旦知道絕對星等和視星等，就可以使用距離模數確定該恆星至地球或太陽的距離。